# Смиловичі
Смиловичі (біл. Смілавічы) — селище міського типу в Червенському районі Мінської області Республіки Білорусь. розташоване за 23 км від Мінська; за 21 км від станції Руденськ залізнична станція на лінії Мінськ — Жлобин. Населення 5 200 осіб (2009).